# جیک هوولز
جیک هوولز (انگلیسی: Jake Howells؛ زادهٔ ۱۸ آوریل ۱۹۹۱) بازیکن فوتبال اهل بریتانیا است.
از باشگاه‌هایی که در آن بازی کرده است می‌توان به باشگاه فوتبال یئوویل تاون، باشگاه فوتبال لوتون تاون، و تیم سی فوتبال ملی انگلیس اشاره کرد.
وی همچنین در تیم‌های ملی فوتبال تیم سی فوتبال ملی انگلیس و زیر ۲۱ سال ولز بازی کرده است.